# 天津南站
- 關於已经拆除的货运天津南站，請見「天津南站 (货运)」。
- 關於正在建设的天津南站商务区，請見「南站商务区」。
- 關於天津地铁在天津南站设置的车站，請見「南站站」。

天津南站是天津市铁路系统“四主七辅”的七座辅助客运站之一，是天津中心城区西南部重要的综合客运枢纽。车站位于中华人民共和国天津市西青区张家窝镇津晋高速公路与津沧高速公路之间，由北京局集团北京南站管辖，车站类型为高架车站。作为京沪高速铁路的一个中间站，天津南站位于京沪高速铁路DK131+400里程位置，于2011年6月30日开通运营。2013年12月28日，天津南站配套的地铁3号线延长线开通。

## 规划与建设

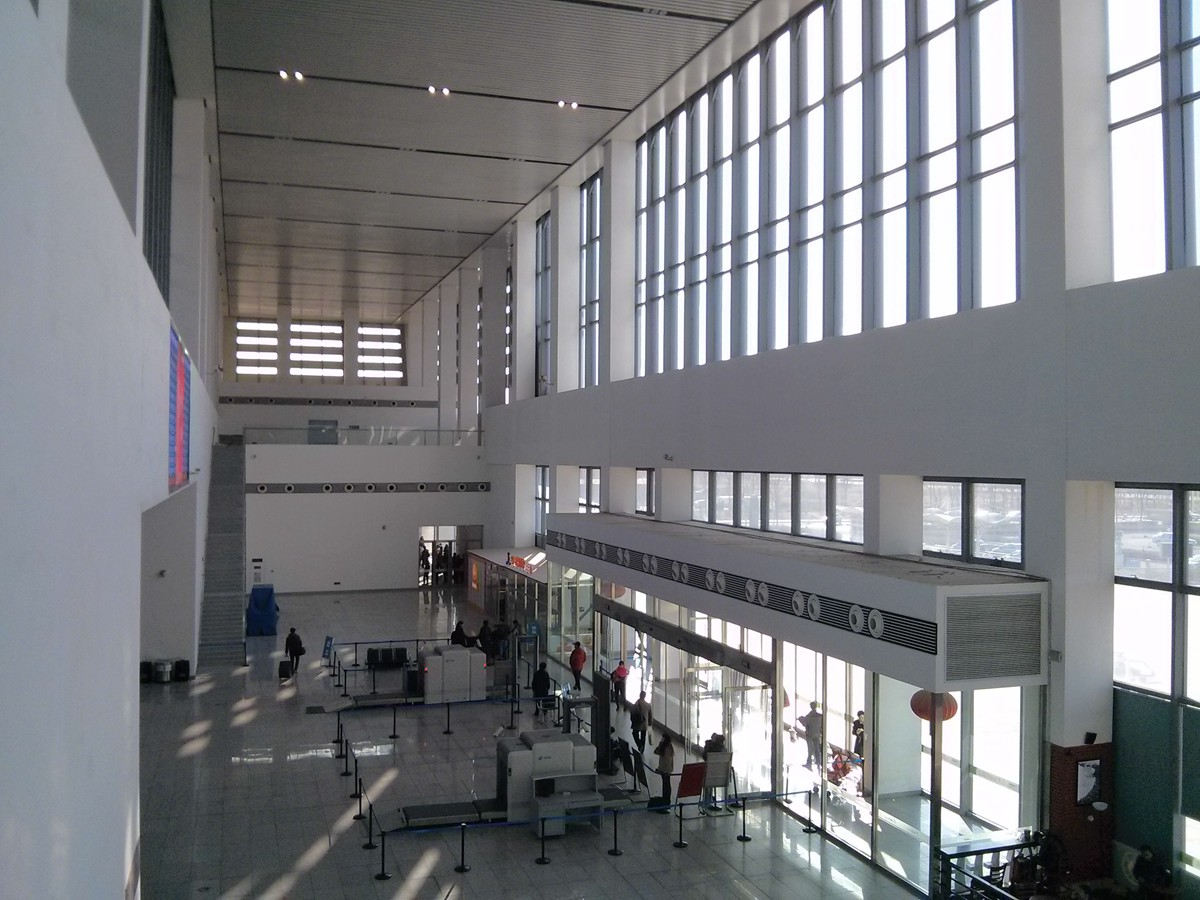
天津南站进站大厅

在京沪高铁规划初期，天津市除天津西站外还在华苑地区设立车站，因而曾定名为华苑站。此后，位于河东区承担货运职能的天津南站拆除。为增强车站的方位指引性，规划中的华苑站更名天津南站。天津南站站房按照最高聚集人数1000人设计，站房总建筑面积3999平方米。
2010年11月24日，天津南站主体结构完工。2012年7月，天津南站配套交通工程开工建设，实现高铁车站与地铁站连。车站将新建通廊两层，首层靠高铁站为候车厅，局部共享；靠地铁站为集散厅，包含铁路人工售票口和自动售票机；二层为车站人员办公区。天津南站周边地区被列入天津市规划局2014年重点完成的规划设计项目。而尚处于规划中的环渤海城际铁路也将引入天津南站。

## 车站结构

### 站房

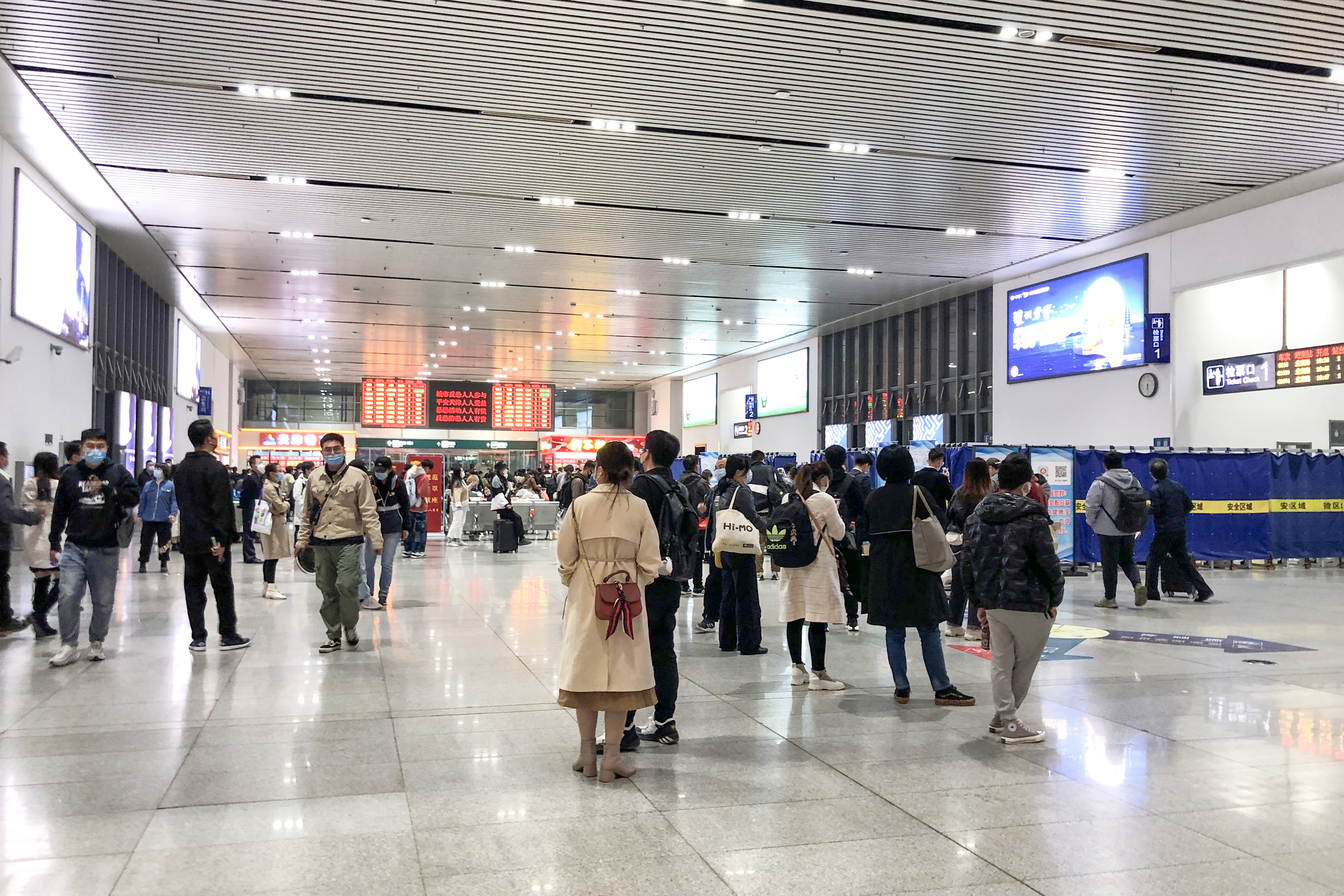
天津南站候车厅

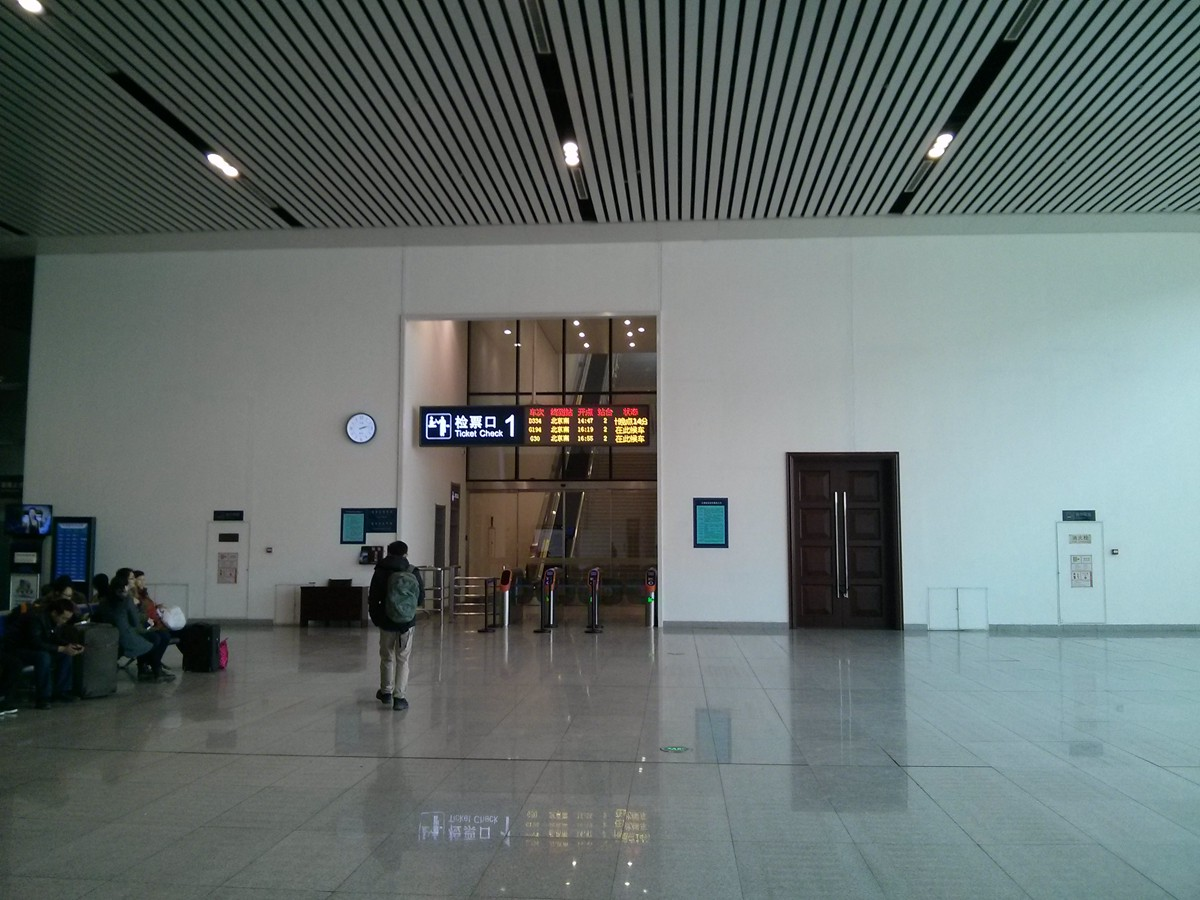
天津南站第一检票口

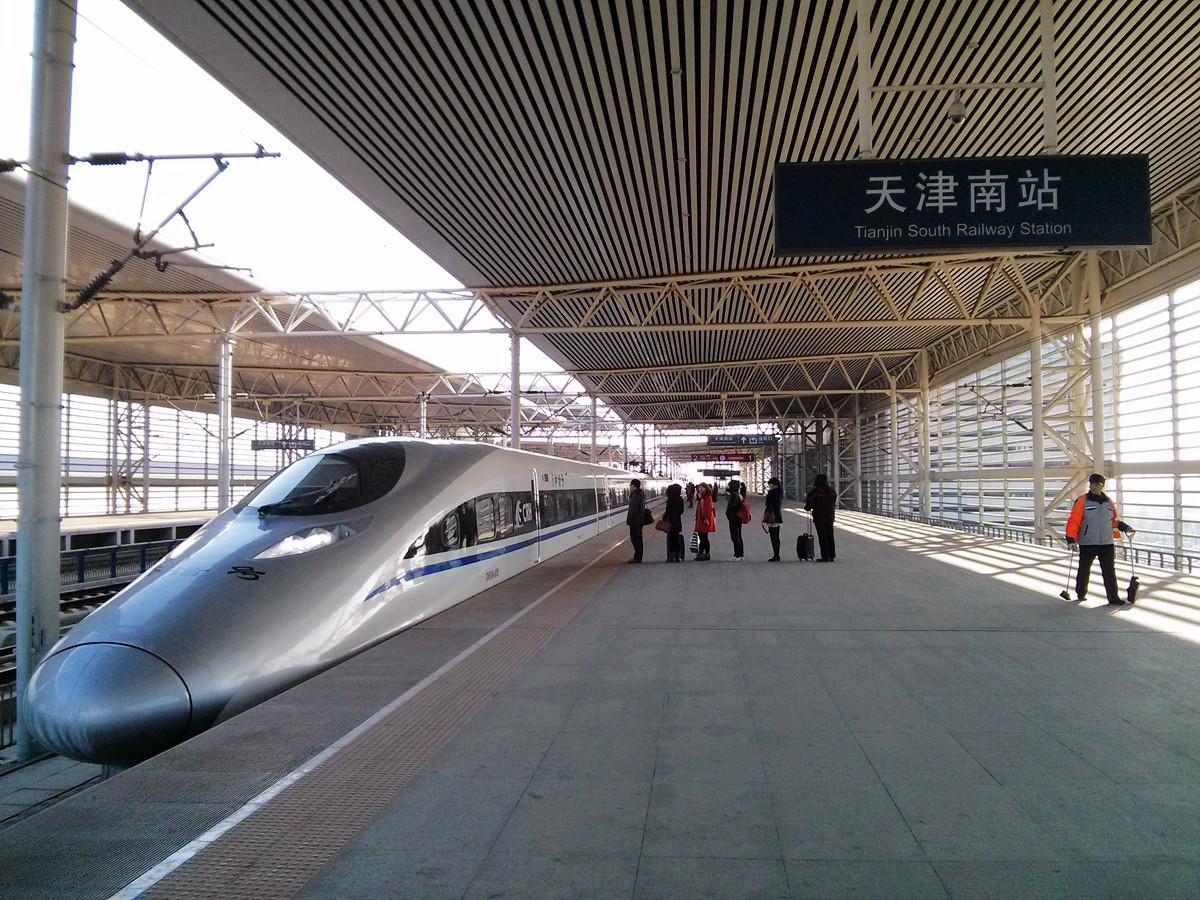
天津南站站台

天津南站站房综合楼采用线下桥式站型设计，由进站集散厅、售票厅、候车厅、出站厅等客运服务设施组成。车站按照最高接待人数1000人设计，预计年到发旅客数量为350万。天津南站随京沪高铁开通初期建筑上方所树立的站名为中国铁路车站统一设计规范所采用的红色隶书字体，开通数月后更换为原全国政协主席、天津市委书记李瑞环所题写的鎏金大字。

#### 售票厅
天津南站售票厅位于车站建筑南侧，有3个人工售票窗口，8台自助售票机，仅3台提供自助售票功能，其余5台仅提供网络订票、电话订票的取票服务。

### 站场
天津南站站线布置为2台6线，设有上行和下行列车的停靠站台两个，站内设正线2条，在这2条正线上行驶通过的列车在天津南站不停靠。天津南站另设有到发线4条，这4条到发线上的列车在天津南站停靠，在天津南站乘坐京沪高速铁路的乘客将从这4条到发线路上乘车。
| 月台编号 | 路线         | 行驶方向                             |
| -------- | ------------ | ------------------------------------ |
| 1        | 京沪高速铁路 | 廊坊・北京南方向 天津西方向          |
| 2        | 京沪高速铁路 | 济南西・蚌埠南・南京南・上海虹桥方向 |

## 接驳交通
天津南站的市内通勤方式包含轨道交通、公交和公路等多种通勤方式。

### 轨道交通

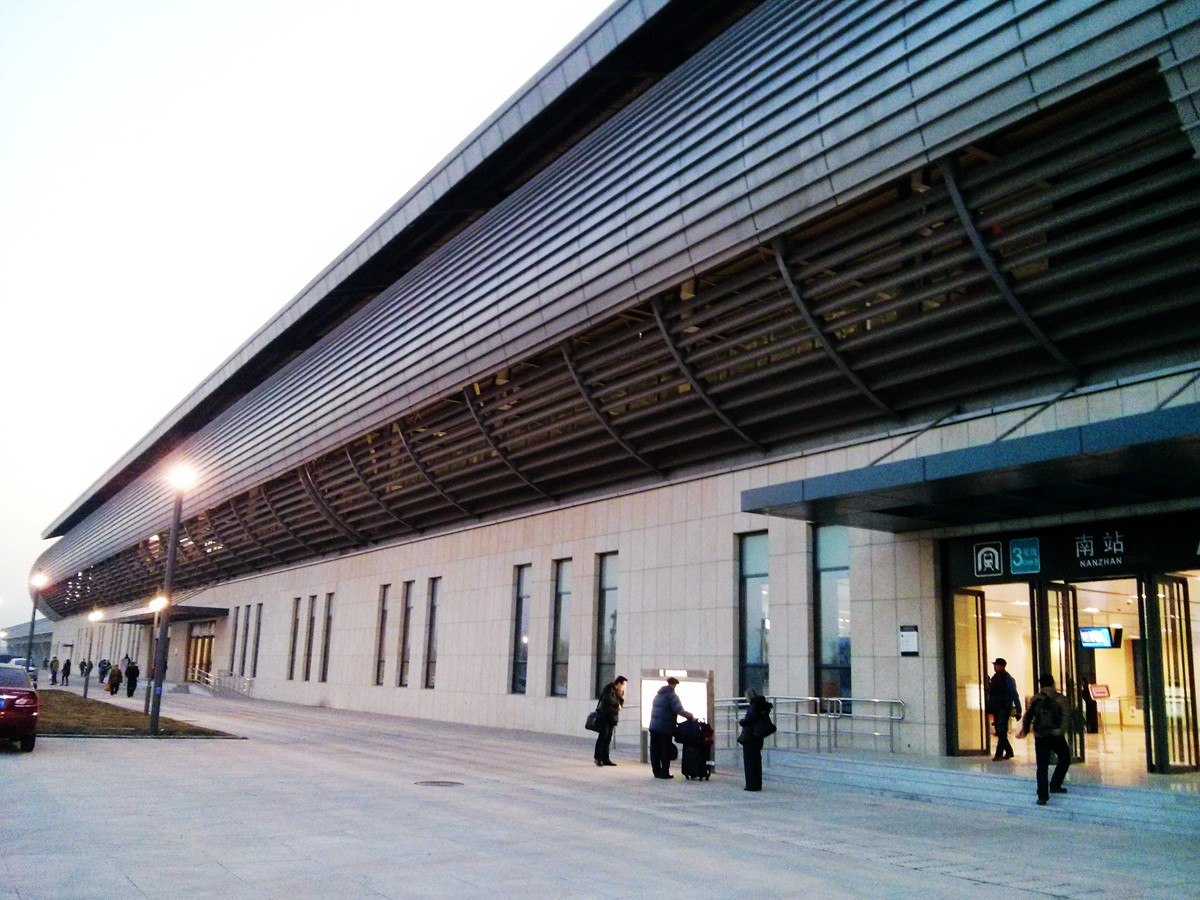
天津地铁3号线南站站

天津地铁3号线南站站位于天津南站东侧，于2013年12月28日开通。南站站与天津南站之间未来将建立一条通道进行连接，而在南站站开通初期该通道尚未竣工，乘客需绕行周边道路步行前往南站站。根据天津市轨道交通规划，天津地铁Z1线也将在天津南站交汇。

### 公路
目前，天津南站周边有丰泽路、柳静路、规划路三、规划路四、规划路七、规划路八六条道路，这六条道路总长为4605米，为最高等级城市主干路。其中，作为连接天津市区通往天津南站的主要道路的柳静路北起津静公路、南至天津南站，路宽约为40米。丰泽路和柳静路与京福支线相连接，路宽约为30米。
天津南站广场设立公交场站、出租车候车区等。京沪高速铁路开通运营之后，天津南站将在7月初开辟三条公交线路。其中，天津公交824路经过调整后将由天津站开往天津南站，该线路起点设在天津站公交站内，终点站设在天津南站公交站内（区间为杨柳青（火车站）公交站-天津南站）。天津公交707路经过调整后将由海光寺开往天津南站。此外，在京沪高速铁路天津段的两个高铁站天津西站和天津南站之间将会开通一条公交高铁专线（即718路），718路起点站设在天津西站公交站内，终点站设在天津南站前广场上的公交站内。
2023年7月2日，天津南站至 津沧高速专用通道建成通车。

### 公交线路
天津南站（柳静路及南站西广场公交停车场）
| 编号 | 编号 | 线路         | 线路 | 线路               | 收费  | 运营商     | 备注 |
| ---- | ---- | ------------ | ---- | ------------------ | ----- | ---------- | ---- |
|      | 312  | 安华路公交站 | ↺    | 安华路公交站       | 2元   | 公交三公司 |      |
|      | 358  | 天津南站     | ⇆    | 天安数码城公交站   | 2元   | 公交三公司 |      |
|      | 587  | 天津南站     | ⇆    | 静海公交站         | 3元   | 公交三公司 |      |
|      | 589  | 天津南站     | ⇆    | 天津体育学院新校区 | 2–5元 | 公交三公司 |      |
|      | 674  | 天津南站     | ⇆    | 杨柳青公交站       | 2元   | 公交三公司 |      |
|      | 707  | 海光寺公交站 | ⇆    | 安华路公交站       | 2元   | 公交三公司 |      |
|      | 758  | 天津南站     | ⇆    | 第六埠公交站       | 2元   | 公交三公司 |      |

## 周边景观

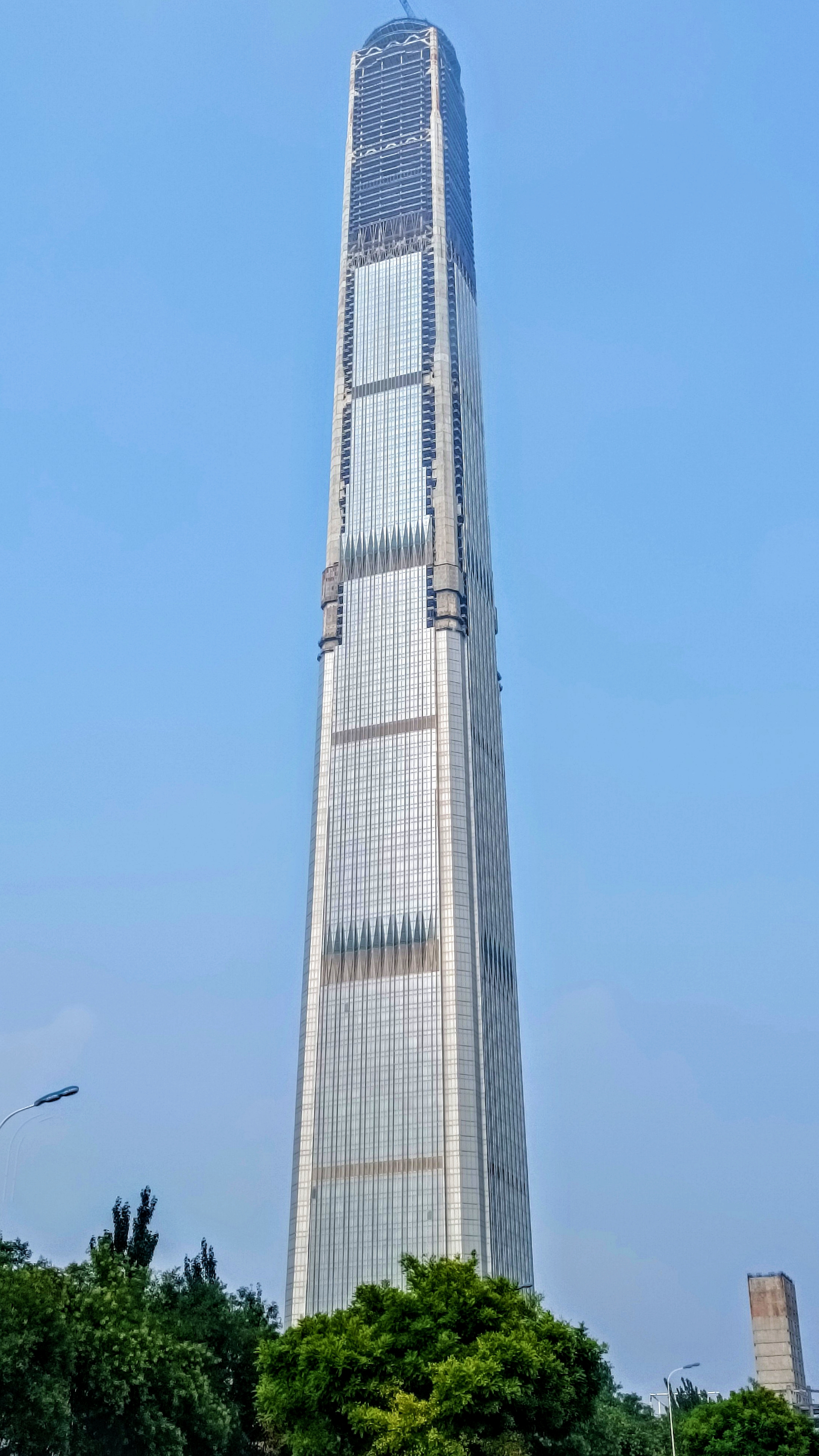
建设中的高银117大厦

天津南站地区处于西青区的未开发地区，北侧是滨海高新区，西侧是张家窝镇，东部是天津市大学城（天津工业大学、天津师范大学和天津理工大学）。根据《天津市高铁南站周边地区控制性详细规划》，天津南站将作为这一区域的核心功能区带动周边发展。天津南站周边的景点有杨柳青石家大院，地标建筑有高银117大厦。

## 相关主题
- 天津市铁路枢纽：天津站、天津西站、滨海站、滨海西站
- 京沪高速铁路天津车站：天津西站、天津南站
- 天津北站、杨柳青站